# Unterseeboot 435
L'Unterseeboot 435 ou U-435 est un U-Boot type VIIC utilisé par la Kriegsmarine pendant la Seconde Guerre mondiale.
Le sous-marin fut commandé le 16 octobre 1939 à Dantzig (Schichau-Werke), sa quille fut posée le 11 avril 1940. Il fut lancé le 31 mai 1941 et mis en service le 30 août 1941 sous le commandement du Korvettenkapitän Siegfried Strelow (décoré de la Croix de chevalier).
Il fut coulé au large du Portugal en juillet 1943.

## Conception
Unterseeboot type VII, l'U-435 avait un déplacement de 769 tonnes en surface et 871 tonnes en plongée. Il avait une longueur totale de 67,10 m, un maître-bau de 6,20 m, une hauteur de 9,60 m, et un tirant d'eau de 4,74 m. Le sous-marin était propulsé par deux hélices de 1.23 m, deux moteurs diesel F46 de 6 cylindres produisant un total de 2 060 à 2 350 kW en surface et de deux moteurs électriques Siemens-Schuckert GU 343/38-8 produisant un total 550 kW, en plongée. Le sous-marin avait une vitesse en surface de 17,7 nœuds (32,8 km/h) et une vitesse de 7,6 nœuds (14,1 km/h) en plongée. Immergé, il avait un rayon d'action de 80 milles marins (150 km) à 4 nœuds (7,4 km/h; 4,6 milles par heure), en surface, son rayon d'action était de 8 500 milles nautiques (soit 15 700 km) à 10 nœuds (19 km/h). 
L'U-435 était équipé de cinq tubes lance-torpilles de 53,3 cm (quatre montés à l'avant et un à l'arrière) et embarquait quatorze torpilles. Il était équipé d'un canon de 8,8 cm SK C/35 (220 coups) et d'un canon anti-aérien de 20 mm Flak. Son équipage comprenait 48 sous-mariniers.

## Historique
Il sert dans la 5. Unterseebootsflottille (flottille d'entrainement) jusqu'au 31 décembre 1941, dans la 1. Unterseebootsflottille jusqu'au 30 juin 1942, dans la 11. Unterseebootsflottille jusqu'au 31 janvier 1943 puis retourne dans la 1. Unterseebootsflottille jusqu'à sa perte. 
Convoi PQ-13
L'U-456 attaque et endommage le cargo américain Effingham. L'U-435 le coule lorsque le navire est abandonné par l'équipage.
Convoi QP-10
Le sous-marin coule le même jour le cargo panaméen El Occidente et le vapeur britannique Harpalion. Le Harpalion est abandonné après avoir été lourdement endommagé par des Ju 88 de la Luftwaffe.
Convoi QP-14

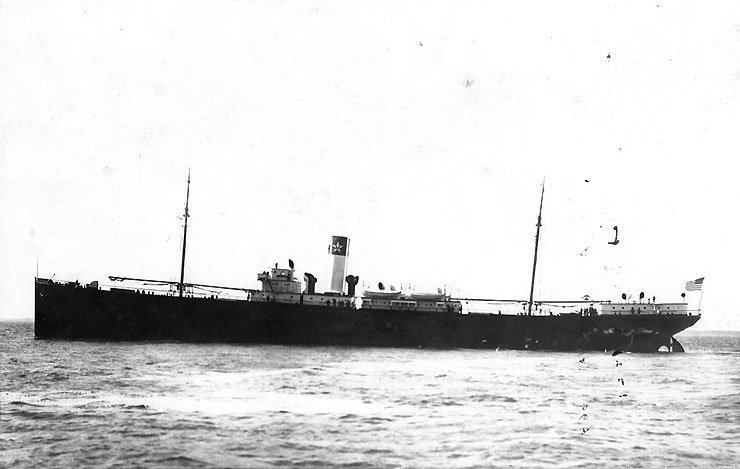
LOccidente sera torpillé par l'U-435 pendant la traversée du convoi QP-10.

L' U-435 participe avec succès à l'attaque combinée du convoi QP-14 dans l'Arctique. Il coule quatre navires : le dragueur de mines HMS Leda, le pétrolier ravitailleur Gray Ranger, le Liberty ship britannique Ocean Voice et le cargo américain Bellingham.
Convoi ONS-154
L'U-Boot coule cinq navires : le CAM ship Empire Shackleton, Norse King, le HMS Fidelity, le HMS LCV-752 et le HMS LCV-754 ; bien que les deux engins de débarquement soient transportés par le HMS Fidelity lorsqu'il a coulé.
Le 9 juillet 1943, lors de sa huitième patrouille, il est attaqué et coulé par des grenades anti-sous-marine à l'ouest de Figueira par des Consolidated B-24 Liberator du 179e escadron de la RAF à la position 39° 48′ N, 14° 22′ O.
Les 48 membres d'équipage meurent dans cette attaque.

## Affectations
- 5. Unterseebootsflottille du 30 août 1941 au 31 décembre 1941 (Période de formation).
- 1. Unterseebootsflottille du 1er janvier 1942 au 30 juin 1942 (Unité combattante).
- 11. Unterseebootsflottille du 1er juillet 1942 au 31 janvier 1943 (Unité combattante).
- 1. Unterseebootsflottille du 1er février 1943 au 9 juillet 1943 (Unité combattante).

## Commandement
- Korvettenkapitän Siegfried Strelow du 30 août 1941 au 9 juillet 1943 (Croix de chevalier de la croix de fer).

## Patrouilles
|       | Commandant               | Départ            | Départ       | Arrivée           | Arrivée      | Jours     | Succès   |
| ----- | ------------------------ | ----------------- | ------------ | ----------------- | ------------ | --------- | -------- |
| 1     | Kptlt. Siegfried Strelow | 20 janvier 1942   | Kiel         | 16 février 1942   | Kirkenes     | 28 jours  |          |
|       | Kptlt. Siegfried Strelow | 18 février 1942   | Kirkenes     | 22 février 1942   | Trondheim    | 5 jours   |          |
| 2     | Kptlt. Siegfried Strelow | 16 mars 1942      | Trondheim    | 5 avril 1942      | Kirkenes     | 21 jours  | 6 421    |
| 3     | Kptlt. Siegfried Strelow | 7 avril 1942      | Kirkenes     | 26 avril 1942     | Kiel         | 20 jours  | 11 494   |
|       | Kptlt. Siegfried Strelow | 18 juin 1942      | Kiel         | 20 juin 1942      | Hela         | 3 jours   |          |
|       | Kptlt. Siegfried Strelow | 25 juin 1942      | Hela         | 26 juin 1942      | Kiel         | 2 jours   |          |
|       | Kptlt. Siegfried Strelow | 18 juillet 1942   | Kiel         | 25 juillet 1942   | Narvik       | 8 jours   |          |
| 4     | Kptlt. Siegfried Strelow | 25 juillet 1942   | Narvik       | 31 août 1942      | Skjomenfjord | 38 jours  |          |
| 5     | Kptlt. Siegfried Strelow | 16 septembre 1942 | Skjomenfjord | 28 septembre 1942 | Skjomenfjord | 13 jours  | 16 667   |
|       | Kptlt. Siegfried Strelow | 30 septembre 1942 | Skjomenfjord | 3 octobre 1942    | Bergen       | 4 jours   |          |
| 6     | Kptlt. Siegfried Strelow | 30 novembre 1942  | Bergen       | 10 janvier 1943   | Brest        | 42 jours  | 15 245   |
| 7     | Kptlt. Siegfried Strelow | 18 février 1943   | Brest        | 25 mars 1943      | Brest        | 36 jours  | 7 196    |
| 8     | Kptlt. Siegfried Strelow | 20 mai 1943       | Brest        | 9 juillet 1943    | Coulé        | 51 jours  |          |
| Total | Total                    | Total             | Total        | Total             | Total        | 271 jours | 57 023 t |

Note : Kptlt. = Kapitänleutnant

### Participation aux meutes (Rudeltaktik)
L'U-435 prit part à onze Rudeltaktik (meutes de loup) durant sa carrière opérationnelle.
- Hecht (27 janvier – 4 février 1942)
- Umbau (4 – 16 février 1942)
- Eiswolf (28 – 31 mars 1942)
- Robbenschlag (7 – 13 avril 1942)
- Nebelkönig (27 juillet – 14 août 1942)
- Ungestüm (11 – 30 décembre 1942)
- Burggraf (24 février – 5 mars 1943)
- Raubgraf (7 – 19 mars 1943)
- Trutz (1er – 16 juin 1943)
- Trutz 3 (16 – 29 juin 1943)
- Geier 2 (30 juin – 9 juillet 1943)

## Navires coulés
L'Unterseeboot 435 coula 9 navires marchands pour un total de 53 721 tonneaux, 1 navire de guerre auxiliaire de 2 456 tonneaux et 3 navires de guerre pour un total de 855 tonneaux au cours des 8 patrouilles (271 jours en mer) qu'il effectua.
| Date              | Nom               | Nationalité | Tonnage | Fait  |
| ----------------- | ----------------- | ----------- | ------- | ----- |
| 30 mars 1942      | Effingham         | USA         | 6 421   | Coulé |
| 13 avril 1942     | El Occidente      | Panama      | 6 008   | Coulé |
| 13 avril 1942     | Harpalion         | Royaume-Uni | 5 486   | Coulé |
| 20 septembre 1942 | HMS Leda          | Royal Navy  | 835     | Coulé |
| 22 septembre 1942 | Bellingham        | Royaume-Uni | 5 345   | Coulé |
| 22 septembre 1942 | RFA Grey Ranger   | Royal Navy  | 3 313   | Coulé |
| 22 septembre 1942 | Ocean Voice       | Royaume-Uni | 7 174   | Coulé |
| 29 décembre 1942  | Empire Shackleton | Royaume-Uni | 7 068   | Coulé |
| 29 décembre 1942  | Norse King        | Norvège     | 5 701   | Coulé |
| 30 décembre 1942  | HMS Fidelity      | Royal Navy  | 2 456   | Coulé |
| 30 décembre 1942  | HMS LCV-752       | Royal Navy  | 10      | Coulé |
| 30 décembre 1942  | HMS LCV-754       | Royal Navy  | 10      | Coulé |
| 17 mars 1943      | William Eustis    | USA         | 7 196   | Coulé |